# Bec-en-ciseaux d'Afrique
Rynchops flavirostris
Espèce
Statut de conservation UICN

 LC  : Préoccupation mineure
Le Bec-en-ciseaux d'Afrique (Rynchops flavirostris), également appelé bec-en-cisaux à bec jaune, est une espèce d'oiseaux de la famille des Laridae.

## Description
Cet oiseau mesure 36 – 42 cm.

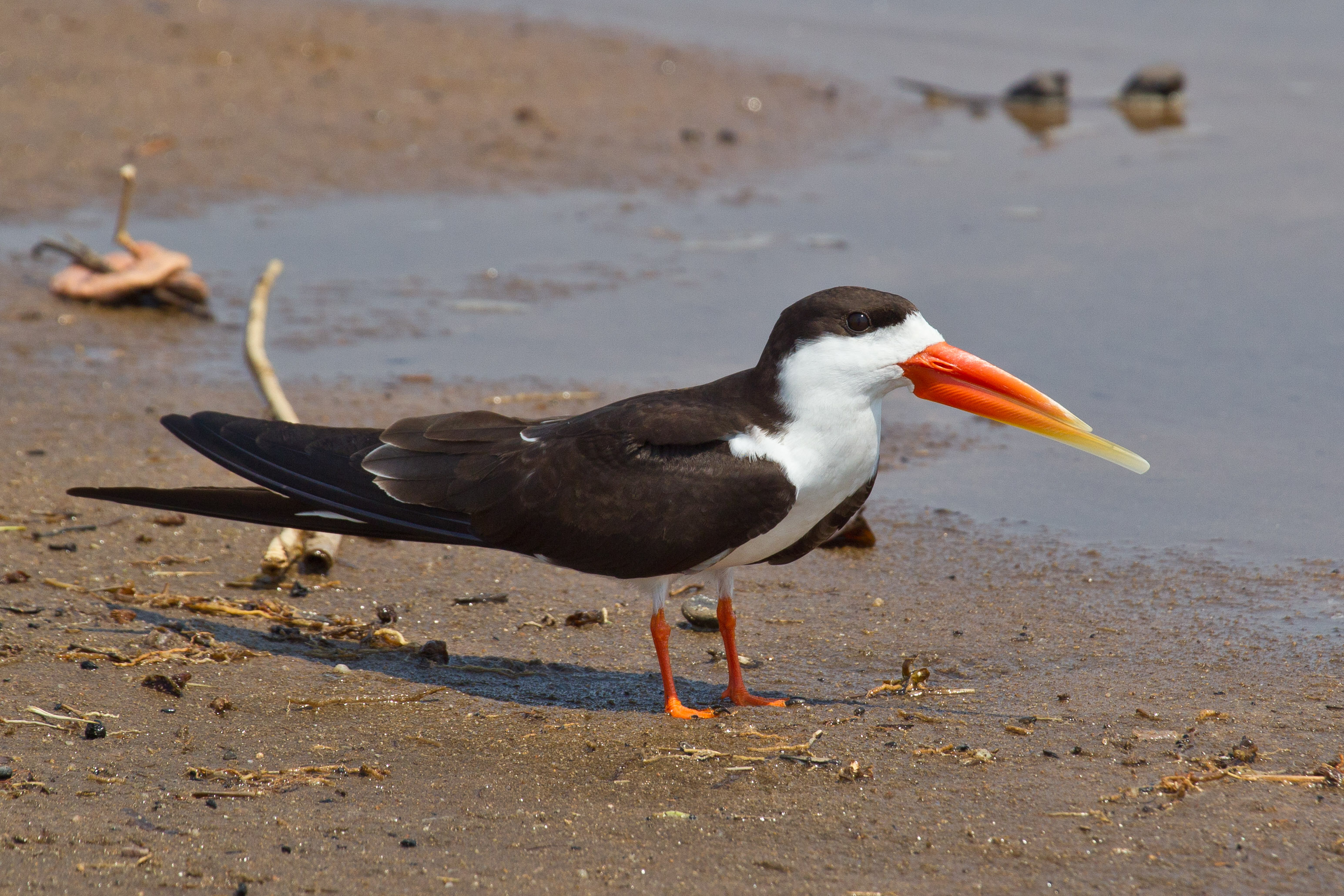

Il fréquente les zones humides terrestres (du la moitié sud de la vallée du Nil et en Afrique subsaharienne).
Il se nourrit notamment de cichlidés.